# Гасемпур, Камран
Камран Гасемпур (род. 1 апреля 1996, Джуйбар, Мазендеран) — иранский борец вольного стиля, двукратный чемпион Азии, двукратный чемпион мира. Выступал в средней (до 86 кг) и полутяжёлой (до 92 кг) весовых категориях. В 2019 году в Сиане (Китай) Гасемпур стал чемпионом Азии в средней весовой категории. В 2021 году в Алма-Ате (Казахстан) он снова стал чемпионом континента, на этот раз в полутяжёлой весовой категории. В том же году в Осло Гасемпур стал чемпионом мира, а через год на чемпионате мира в Белграде повторил этот успех.